# Jack Goes Home
Jack Goes Home è un film del 2016 diretto da Thomas Dekker.
Film horror statunitense sceneggiato e prodotto dallo stesso regista Dekker.

## Trama
Jack, uomo poco propenso a costruire relazioni sociali, sta per diventare padre e ha deciso di non dire nulla neanche ai suoi genitori. Quando questi ultimi hanno un incidente stradale e suo padre muore, l'uomo è costretto a rientrare nella casa in cui è cresciuto per il funerale. Fin da subito si instaura un rapporto molto disfunzionale con sua madre: entrambi passano da momenti di lucidità a momenti di follia, e inoltre la donna non ha mai ritirato il cane di famiglia dalla clinica veterinaria perché non sopporta più l'animale. Jack viene nel frattempo sedotto da Duncan, un vicino di casa gay che fin dal primo giorno si fa vedere appositamente da lui mentre si masturba. Jack riceve inoltre sporadiche visite dalla sua migliore amica di sempre, Shanda, anche lei omosessuale.
Prima ancora del funerale, Jack inizia a trovare per casa delle registrazioni vocali di suo padre e altri inquietanti indizi che sembrano alludere a qualcosa di molto oscuro nel passato di Jack, qualcosa che spiegherebbe le sue difficoltà presenti e lo strano carattere di sua madre. A poco a poco il comportamento di madre e figlio si fa sempre più psicotico, finché Jack non spinge sua madre a confessare due terribili verità: la prima è uno stupro subito da Jack da bambino da parte dei suoi babysitter, la seconda è l'esistenza di un suo gemello ucciso proprio da suo padre quando erano bambini, in un gesto folle in cui tuttavia il genitore aveva intenzione di uccidere proprio Jack. Contestualmente, Jack riceve una comunicazione dalla sus compagna e scopre che la donna ha avuto un aborto spontaneo. A questo punto, Jack prende una decisione: anche sua madre deve morire.
Una volta somministrato del sonnifero a sua madre, Jack la porta via in auto con lo scopo di ucciderla e seppellirla. L'uomo viene tuttavia intercettato dall'amica Shanda che, vedendolo interagire con quelcosa di invisibile, gli rivela che in realtà anche sua madre é morta nell'incidente. Jack è quindi il vero responsabile di alcune delle cose di cui incolpava la donna, tra cui l'assassinio del loro cane, e ha immaginato le tremende rivelazioni degli ultimi giorni. A questo punto, Jack ritorna nella casa dei genitori e si suicida con lo scopo di ricongiungersi al resto della sua famiglia.

## Distribuzione
Presentato inizialmente al Tribeca Film Festival e al South of Southwest, per poi approdare nei cinema a partire dal 14 ottobre 2016.

## Accoglienza
Sull'aggregatore Rotten Tomatoes il film riceve il 25% delle recensioni professionali positive con un voto medio di 4,6 su 10 basato su 12 critiche.